# Naturschutzgebiet Wälder am Mühlenbach
Das Naturschutzgebiet Wälder am Mühlenbach ist ein 71 ha großes Naturschutzgebiet (NSG) südöstlich von Wickede im Kreis Soest in Nordrhein-Westfalen. Das NSG wurde 2006 vom Kreistag des Kreises Soest mit dem Landschaftsplan Ense-Wickede ausgewiesen. Das NSG grenzt im Südosten direkt an die Kreisgrenze. Auf dem Stadtgebiet von Arnsberg im Hochsauerlandkreis grenzt im Süden direkt das Naturschutzgebiet Lürwald an. Das NSG ist seit 2004 Teil des FFH-Gebietes Lürwald und Bieberbach (Nr. DE-4513-301), auch als Teil des Europäischen Vogelschutzgebietes Lürwald und Bieberbach (Nr. DE-4513-401).

## Gebietsbeschreibung
Bei dem NSG handelt es sich um Laubwaldgebiet mit Rotbuchen und Eichen. Daneben gibt es auch Fichten-, Erlen-Eschen- und Weichholzauenwälder. Im NSG verläuft ein Teil des Laufs des Mühlenbaches. Im NSG wurden Arten wie Kammmolch, Bachneunauge und Groppe nachgewiesen. Vom Anhang II der FFH-Richtlinie wurde u. a. die folgenden Vogelarten gefunden: Eisvogel, Wespenbussard, Mittelspecht, Grauspecht, Schwarzstorch, Neuntöter und Rotmilan.

## Schutzzweck
Das NSG soll Bach und Wald mit ihrem Arteninventar schützen. Wie bei allen Naturschutzgebieten in Deutschland wurde in der Schutzausweisung darauf hingewiesen, dass das Gebiet „wegen der Seltenheit, besonderen Eigenart und Schönheit des Gebietes“ zum Naturschutzgebiet erklärt wurde. 